# Rue de Sontay
La rue de Sontay est une voie située dans le quartier de la Porte-Dauphine du 16e arrondissement de Paris.

## Situation et accès
La rue de Sontay est desservie par la ligne 2 à la station Victor Hugo.

## Origine du nom
Elle porte le nom de Sontay (Sơn Tây en vietnamien), ville du Tonkin prise par les troupes françaises lors de l'expédition du Tonkin en décembre 1883, à la veille de la guerre franco-chinoise.

## Historique
Cette voie, ouverte en 1882 sous le nom « rue Lefuel », prend sa dénomination actuelle par un arrêté du préfet de la Seine Eugène Poubelle en date du 27 février 1886 avant d'être classée dans la voirie parisienne par un décret du 10 juin 1891.

## Bâtiments remarquables et lieux de mémoire
- No 2 : le général Louis-Gaston de Sonis y est mort en 1887 ; une plaque lui rend hommage.
- No 9 : dans les années 1900, chancellerie de la légation de Perse[2].

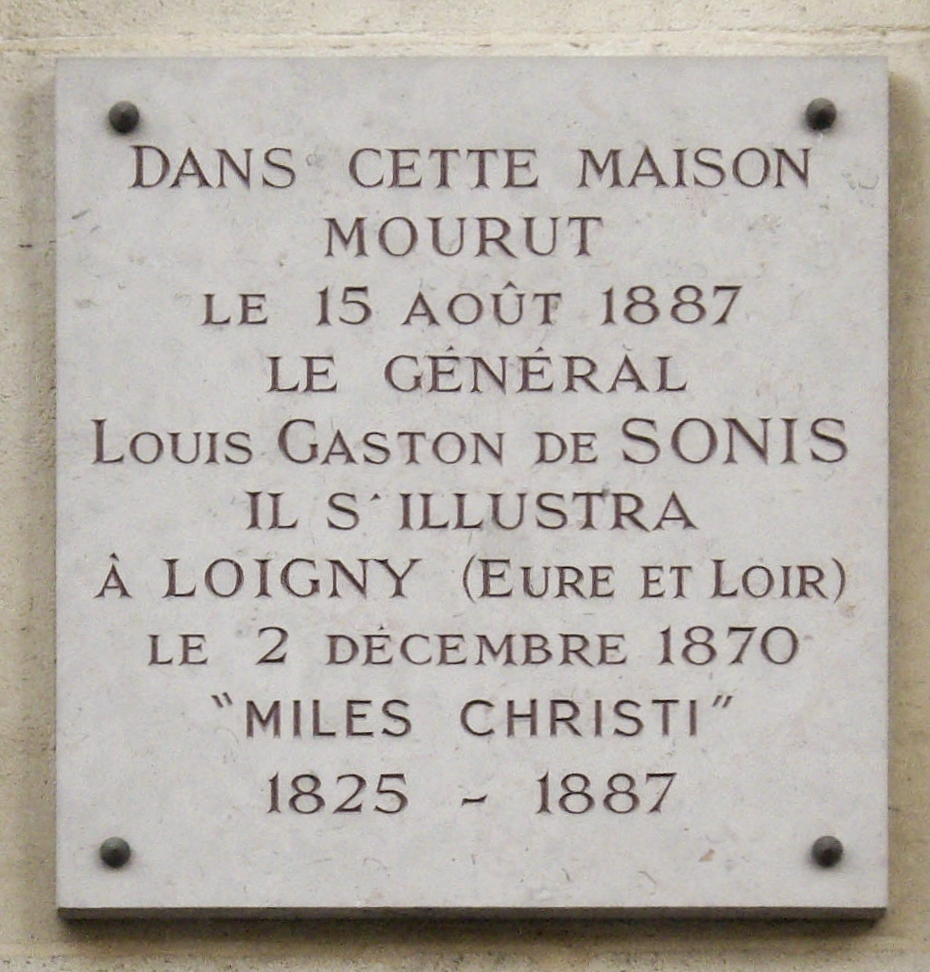
Plaque au no 2.